# Edificio de los Representantes
El Edificio Benacantil, más conocido como Edificio de los Representantes, es un rascacielos ubicado en la ciudad de Alicante (España). Originalmente concebido para albergar la Cooperativa de Viajantes y Representantes de Comercio "Virgen de la Esperanza", fue diseñado por el arquitecto Miguel López González y construido durante la década de 1960.

## Ubicación y características arquitectónicas
El edificio se sitúa en un solar de aproximadamente 1400 m², ubicado frente a la Plaza de España, delimitado por las calles Capitán Amador, Pintor Velázquez y Alcalde Alfonso de Rojas. La parcela fue previamente ocupada por una cerámica, cuyo derribo facilitó la apertura de la Avenida Alfonso de Rojas y la reorganización de las calles circundantes.
La estructura del Edificio de los Representantes consta de dos partes diferenciadas: una base de tres plantas dedicada a usos terciarios que ocupa la totalidad de la superficie de la parcela, y un bloque residencial de veintitrés plantas, en las que se distribuyen 184 viviendas. Estas unidades habitacionales se organizan en cuatro núcleos de escalera, con dos viviendas por planta, cuyas dimensiones varían entre los 159 m² de los pisos más grandes y los 120 m² de las unidades estándar. La superficie total construida del edificio asciende a 28.170 m².
El diseño del edificio destaca por un enfoque que busca contrarrestar la notable verticalidad del volumen mediante un desarrollo horizontal en sus fachadas. Esto se logra a través de una secuencia de lleno-vacío en la que los antepechos de las terrazas, forrados con prefabricados de hormigón, juegan un papel predominante. Originalmente, las terrazas simulaban recorrer toda la fachada, aunque con el tiempo han sido parcialmente cerradas por los residentes, alterando la concepción original del inmueble. En la parte trasera, el edificio presenta un alzado quebrado, donde las terrazas en los extremos y las bandas verticales de celosía que ocultan los patios de luces añaden dinamismo al conjunto.

## Polémica e ilegalidad
La construcción del Edificio de los Representantes no estuvo exenta de controversias. A pesar de que el Plan General de Ordenación de 1956 establecía límites claros en cuanto a la altura máxima permitida para las edificaciones en la ciudad, este edificio sobrepasó en quince plantas lo permitido. Esta infracción fue común en otras construcciones de la época en Alicante, donde las autoridades municipales, buscando modernizar la ciudad, otorgaron licencias que violaban las normativas urbanísticas vigentes.
Aunque en su momento se dictaron sentencias para la demolición de algunas de estas construcciones ilegales, la demolición no se llevó a cabo de manera generalizada. En lugar de ello, se introdujo una normativa municipal que amparaba estos edificios bajo la figura de "Edificios Singulares", lo que permitió su preservación al catalogarlos como de "interés público". De esta manera, el Edificio de los Representantes, junto con otros similares, se mantuvo en pie y sigue siendo parte del panorama urbano de Alicante.